# 格魯伯山
47°40′29″N 13°17′56″E / 47.67472°N 13.29889°E

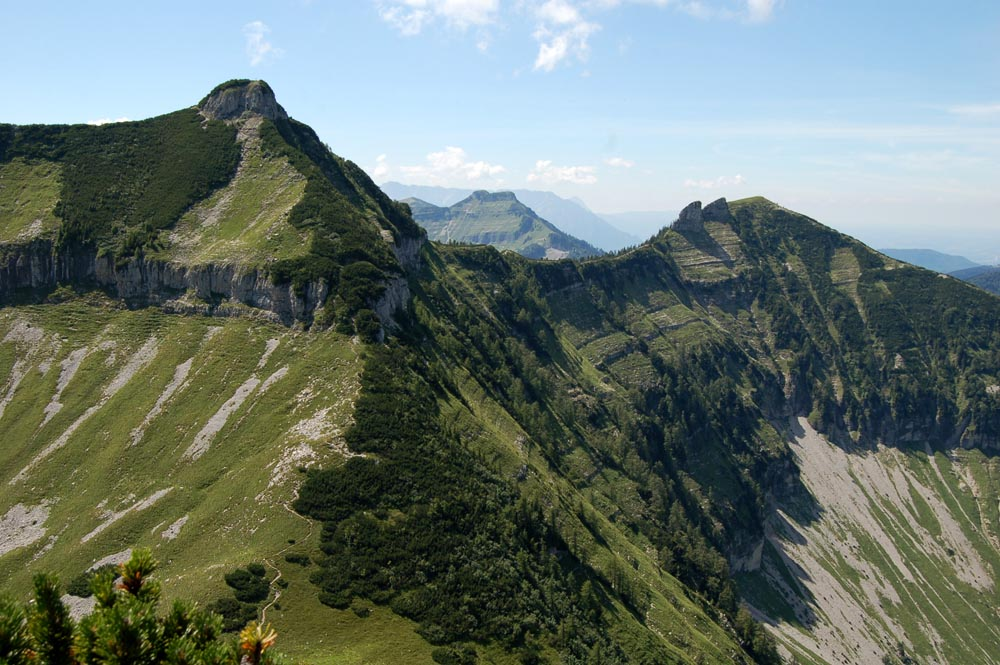

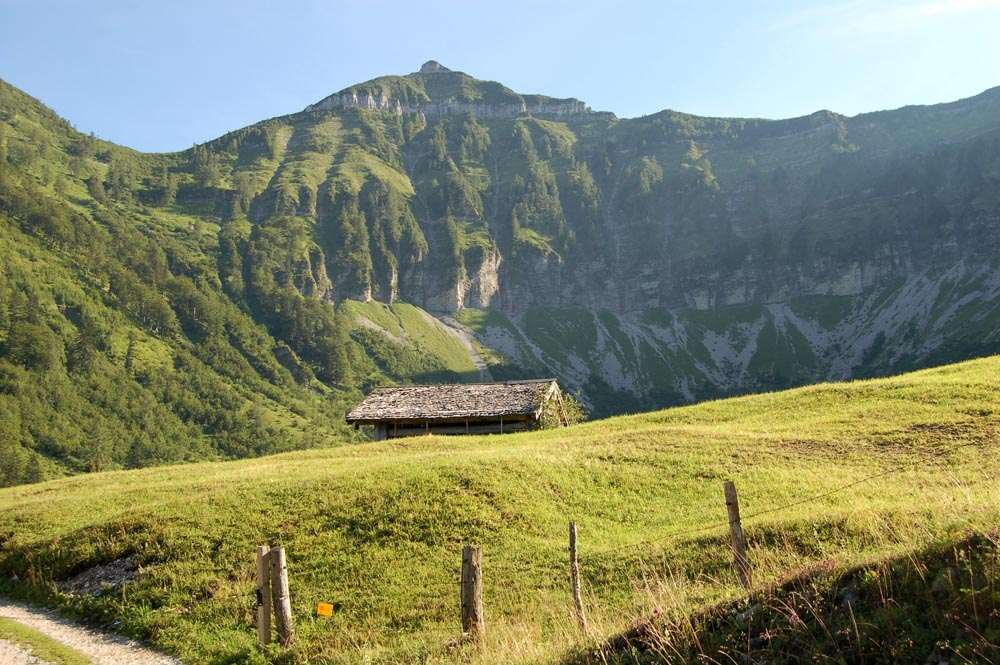

格魯伯山（德語：Gruberhorn），是奧地利的山峰，位於該國中部，由薩爾茨堡州負責管轄，屬於薩爾茲卡默古特山脈的一部分，海拔高度1,732米，每年平均降雨量1,894毫米。